# Some Aspects of Water
Some Aspects of Water ist ein Jazzalbum von Geri Allen. Die am 15. und 17. März 1996 entstandenen Aufnahmen erschienen am 15. Juli 1997 auf Storyville Records in der Reihe The Jazzpar Project, mit der die jeweiligen Preisträger des gleichnamigen Jazzpreises vorgestellt wurden.

## Hintergrund
1996 gewann die amerikanische Pianistin Geri Allen als erste Frau den renommierten dänischen Jazzpar-Preis. Bedingungen für den Preis war, dass der jeweilige Preisträger in einer von ihm gewählten Situation auftritt, an der auch einige dänische Musiker beteiligt sein sollen. Allens Antwort darauf war, ihr eigenes Trio mitzubringen, zu dem hier neben dem Schlagzeuger Lenny White der dänische Bassist Palle Danielsson gehörte. Zusätzlich war für einige Stücke an der Stelle ihres Ehemanns Wallace Roney, der am Preisabend bereits für einen Auftritt in London verpflichtet war, als Solist Johnny Coles beteiligt, der durch seine Arbeit in den Bigbands von Gil Evans und Count Basie bekannt war. Für zwei Stücke, einschließlich der langen 19-minütigen Titelsuite, erweiterte sie dieses Quartett um fünf Dänen, um das Jazzpar 1996 Nonet zu bilden.
Some Aspects of Water entstand als Live-Album, das 1996 in Dänemark bei mehreren Konzerten aufgenommen wurde; die Auftritte von Geri Allen wurden live von der dänischen Rundfunkgesellschaft Danmarks Radio mitgeschnitten. Die Titel 3 bis 5, in denen Geri Allen mit einem Quartett bzw. einem Nonett auftrat, entstanden im Tønder Kulturhus Schweizerhalle in Tønder am 15. März 1996; die Titel mit dem Geri Allen Trio 1, 2 und 6 wurden im SAS Falconer Center, Kopenhagen am 17. März 1996 aufgenommen.
Geri Allen spielte im Trio neben dem Standard „A Beautiful Friendship“ zwei Originalkompositionen, darunter „Feed the Fire“ (aus dem sich schließlich „Dig“ von Miles Davis entwickelte). Der Trompeter Johnny Coles trug ein Solo zu dem Standard „Old Folks“ bei und war bei den beiden verbleibenden Stücken Teil des international besetzten Nonetts. Coles starb ein Jahr nach den Aufnahmen.
Das Album erschien 2020 in einer Neuauflage, mit neuer Covergestaltung, neuen Liner Notes von Brian Priestley und einem Booklet mit Fotografien von Jan Persson.

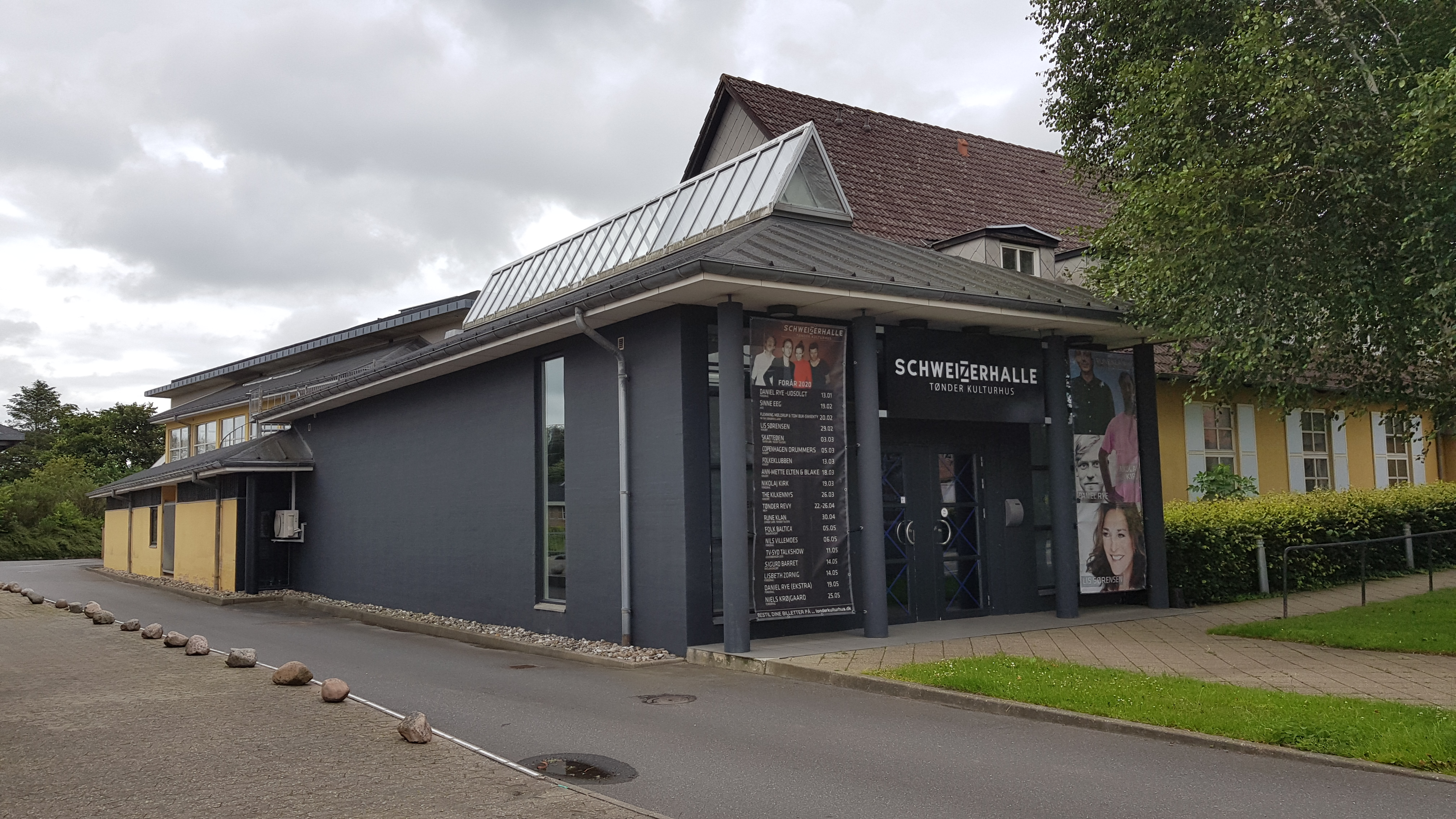
Das Tønder Kulturhus

## Titelliste
- Geri Allen: Some Aspects of Water (Storyville  STCD 4212)[3]

1. The Geri Allen Trio: Feed the Fire  10:53
2. The Geri Allen Trio: A Beautiful Friendship (Jule Styne, Sammy Cahn) 9:34
3. The Geri Allen Trio Featuring Johnny Coles: Old Folks (Dedette L. Hill, Willard Robison) 9:30
4. Geri Allen and the Jazzpar 1996 Nonet: Smooth Attitudes (Jens Winther) 8:02
5. Geri Allen and the Jazzpar 1996 Nonet: Some Aspects of Water  18:51
6. The Geri Allen Trio: Skin   9:43

Sofern nicht anders angegeben, stammen alle Kompositionen von Geri Allen.

## Rezeption
Scott Yanow verlieh dem Album in Allmusic viereinhalb Sterne und schrieb, diese CD zeige Geri Allen von ihrer besten Seite. Allen spielt zwei Originale im Trio. Der erfahrene Trompeter Johnny Coles trage eine stockende, aber herzliche Aussage zu „Old Folks“ bei und ist Teil eines internationalen Nonetts (zusammen mit Danielsson, White und fünf anderen Bläsern) zu den beiden verbleibenden Stücken. Der Höhepunkt ist Allens komplexer und fast 19-minütiger Titel „Some Aspects of Water“. Während der gesamten Sessions demonstriere Geri Allen, warum sie einer der Topstars des Post-Bop war.
Simon Adams schrieb im Jazz Journal, der Höhepunkt sowohl der Konzerte als auch des Albums sollten eigentlich die beiden im Tønder Kulturhus aufgenommenen Nonett-Stücke werden. Aber im Vergleich zu dem hellen Feuer und den zarten Emotionen der Stücke in Trio- und Quartett-Besetzung würden diese beiden ausgedehnten Stücke etwas flach ausfallen. Die Arrangements auf dem langsamen „Smooth Attitudes“ scheinen einfach zu glatt zu sein, und wenngleich der Titeltrack von einigen feinen Soli profitiere, insbesondere dem ersten von Coles, würden seine verschiedenen Sätze trotz Geri Allens beherzter Soli auseinanderfallen.